# Kevin Amuneke
Kevin Onyekachi Amuneke (Eze Obodo, Nigeria, 10 mei 1986) is een Nigeriaans profvoetballer die sinds 2009 uitkomt voor de Roemeense eersteklasser FC Timişoara.
Hij genoot zijn opleiding bij de Portugese topclubs SL Benfica en FC Porto, maar kon daar nooit een plaats in het eerste elftal afdwingen. Daarom verhuisde hij naar het Zweedse Landskrona BoIS. Na één seizoen keerde hij echter weer terug naar Portugal, ditmaal om een contract te tekenen bij Vitoria Setubal. In 2007 ging hij voor het Bulgaarse CSKA Sofia spelen. Een jaar later speelde hij terug in de Zweedse competitie, ditmaal voor IFK Norrköping.
De spits is reeds twee keer uitgekomen voor het Nigeriaanse nationale elftal, in de kwalificatie voor het WK 2006 tegen Rwanda en Angola in juni 2005.
Voorafgaand aan het seizoen 2006/2007 werd Amuneke afgetest door eredivisionist FC Utrecht. Hij werd echter te licht bevonden.

## Trivia
- Amuneke is de jongere broer van de voetballers Emmanuel Amuneke en Kingsley Amuneke. Met laatstgenoemde speelde hij samen bij Landskrona BoIS.